# طوایف (اندلس)

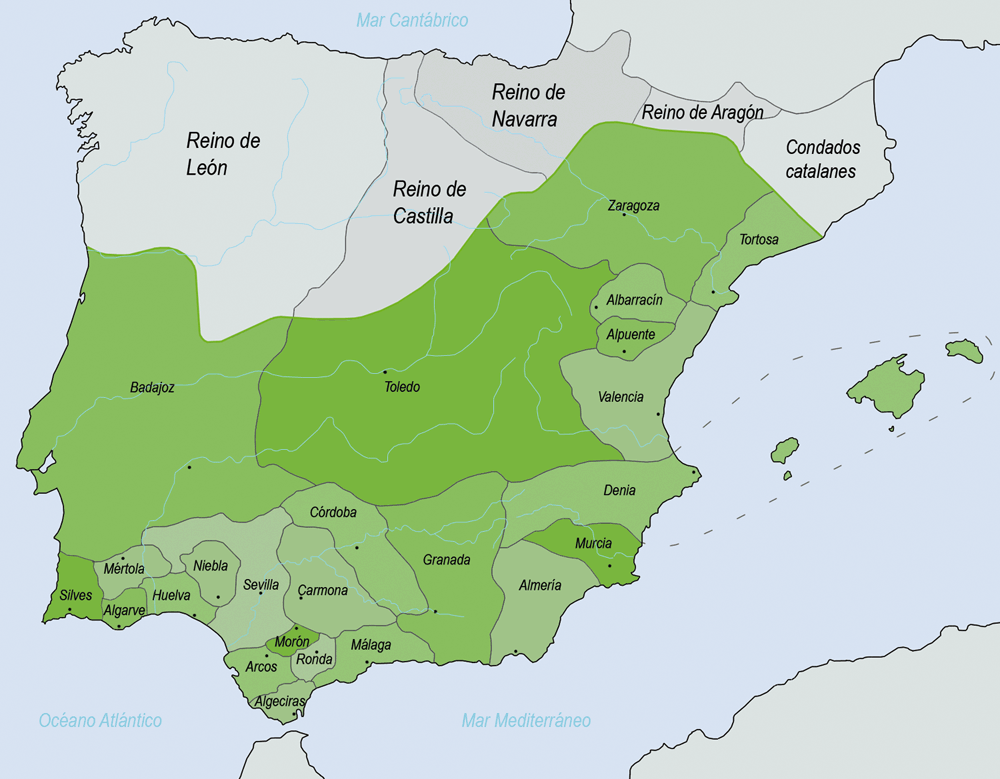
طوایف (به رنگ سبز) در سال ۱۰۳۱

طوایف (عربی: طائفة)، مجموعه‌ای از قلمروهای شاهزاده‌نشین مستقل مسلمان در شبه‌جزیره ایبری که در منابع اسلامی به اندلس مشهور، گفته می‌شود که پس از سقوط خلافت اموی قرطبه در سال ۱۰۰۹، به وجود آمدند و تا سال ۱۰۳۱ به حیات خود ادامه دادند تا سرانجام این بخش توسط مرابطون در اواخر قرن ۱۱ میلادی کاملاً تصرف شد. پس از سقوط مرابطون و تا زمان به‌قدرت موحدون در اندلس، دومین دوره طوایف در اندلس پدید آمد؛ و در نهایت سومین دوره حکومت طوایف در اندلس پس از زوال موحدون آغاز شد و تا زمان بازپس‌گیری کامل اندلس توسط مسیحیان ادامه یافت.